# 譚元春
譚元春（1586年—1637年），字友夏，號鵠灣，又號蓑翁，湖廣沔陽州景陵縣（今湖北省天門市）人，祖籍江西吉安府安福縣，明末文學家、解元。

## 生平
早年結識鍾惺，鍾惺於万历三十八年（1610年）登庚戌科進士。譚元春比鍾惺小十二歲，與鍾惺共選《詩歸》，“海内称诗者靡然从之，谓之鍾谭体”，一時名聲甚赫，世稱“鍾譚”。兩人疾於公安派的文字淺薄，“自出手眼，别开门户”，故改以“幽深孤峭”，時稱“竟陵派”。《抱真堂诗话》評價譚元春說：“友夏诗虽不称，而为人跌宕，不愧名士。”
譚元春一生久困諸生，屢試不中，钟惺去世后两年，為李明睿提拔，中天啟七年（1627年）丁卯科湖廣鄉試第一名舉人（解元）。崇祯十年（1637年）赴京会试，時已“颠毛荡然，车牙豁去”，行至长店，离京三十里，病故於客舍。葬於景陵县西白竹台（今天门市黄潭镇）。

## 著作
著有《嶽歸堂集》十卷。